# Jámešsuolu
Jámešsuolu är en ö i Finland. Den ligger i Lätäseno och i kommunen Enontekis i den ekonomiska regionen  Fjäll-Lappland  och landskapet Lappland, i den norra delen av landet, 1 000 km norr om huvudstaden Helsingfors. Öns area är 13 hektar och dess största längd är 0,5 kilometer i sydväst-nordöstlig riktning.